# Human (Goldfrapp-låt)
"Human" är en låt av den brittiska electronicaduon Goldfrapp, utgiven som den tredje singeln från gruppens debutalbum Felt Mountain från år 2000. Singeln släpptes den 26 februari 2001.
Denna kabaréinfluerade låt var den enda från Felt Mountain som duon inte skrev helt själva – till hjälp hade de även Tim Norfolk och Bob Locke från jazzgruppen Startled Insects.

## Musikvideo
Videon till låten regisserades av Jake Scott.

## Låtlistor och format
CD-singel

(CDMUTE259; Släppt 26 februari 2001)
1. "Human" (Single version) – 4:36
2. "Human" (Calexico vocal version featuring John Contreras) – 4:48
3. "Human" (Massey's Cro-magnon mix) – 5:55

12"-singel

(12MUTE259; Släppt 26 februari 2001)
1. "Human" (Single version) – 3:32
2. "Human" (Calexico Instrumental mix) – 4:48
3. "Human" (Massey's Neanderthal mix) – 7:27

Officiella remixer
1. "Human" (Radio remix) – 4:00